# 汤加巨鸠
汤加巨鸠（学名：Tongoenas burleyi）是鸠鸽科的一个亚化石物种，出土于汤加，属于单型的汤加巨鸠属。